# Цуканов Борис Йосипович
Борис Йосипович Цуканов (18 жовтня 1946, с. Токареве, Березнегуватського району, Миколаївської області — 25 грудня 2007) — доктор психологічних наук, професор, завідувач кафедри диференціальної та експериментальної психології, директор Наукового центру психології часу Одеського національного університету імені І. І. Мечникова. Психолог одеської наукової школи психології часу, аспірант Д. Г. Елькіна, продовжувач наукових пошуків І. М. Сєченова, І. П. Павлова, Б. М. Теплова, В. Д. Нєбиліцина, В. І. Вернадського.

## Життєпис
Борис Йосипович Цуканов народився у с. Токареве Березнегуватського району Миколаївської області (нині Великоолександрівського району Херсонської) у жовтні 1946 року у сім'ї батька агронома та матері фельдшера.
Після закінчення школи вступив на фізичне відділення фізико-математичного факультету Херсонського педагогічного інституту, з третього курсу працював у науково-дослідній лабораторії, вивчав фізику твердого тіла. З 1968 року, закінчивши інститут, почав працювати шкільним вчителем фізики. Після служби в армії, у 1970 році переїхав до м. Миколаєва та почав працювати у конструкторському бюро, а пізніше на будівельному факультеті Одеського інженерно-будівельного інституту. При факультеті Цукановим було створено лабораторію електротехніки та автоматики, практикум із загальної фізики, став завідувачем лабораторії. Займаючись самоосвітою, знаходив багато спільного між психологією та фізикою.
У травні 1973 року познайомився з професором Д. Г. Елькіним, на запрошення якого у 1976 році вступив до аспірантуру за спеціальністю «загальна психологія» при кафедрі психології ОДУ, ставши останнім аспірантом професора. З третього року навчання в аспірантурі почав викладати — вів семінарські та практичні заняття з психології студентам різних факультетів, читав курс загальної психології на вечірньому та заочному відділеннях.
Особисто був знайомий з В. П. Зінченком, П. Я. Гальперіним, В. В. Давидовим, Т. О. Запорожець (Гиневською), Є. Д. Хомською, Ю. Б. Гіппенрейтер, Г. С. Костюком, І. Д. Бехом, Ю. Л. Трофімовим та багатьма іншими, досліджуючи темперамент, листувався з Г. Айзенком.

## Наукова діяльність
Основні напрямки наукових досліджень: диференціальна психологія, психологія часу, психологія диференціації часу (робота в науковому напрямку професора Д. Г. Елькіна), розбудова цілісної концепції психологічного часу на основі експериментального вимірювання його одиниці.
Вступивши до аспірантури, в дисертаційному дослідженні прагнув визначити зв'язки між часовими параметрами сенсомоторних реакцій та особливостями сприймання часу, зокрема, виявити зв'язки між латентними періодами реакцій та сприйманням тривалості, вивчити можливості керувати рівнем точності сприймання тривалості через латентний період реакції. 25 травня 1982 року захистив кандидатську дисертацію у НДІ психології.
Під час стажування в МДУ в практикумі з загальної психології поставив лабораторну роботу зі сприймання часу «Вивчення особливостей сприймання коротких та нейтральних інтервалів методом відтворення». У Московському педагогічному інституті ім. В. І. Леніна прочитав спецкурс «Час у психіці людини». Випускна робота «Анализ ошибки восприятия действительности» вийшла друком у журналі «Вопросы психологии».
|                                                                       | Тема роботи                                         | Рік захисту |
| --------------------------------------------------------------------- | --------------------------------------------------- | ----------- |
| Дисертація на здобуття наукового ступеня кандидата психологічних наук | «Латентный период реакции и отражение длительности» | 1982 рік    |
| Дисертація на здобуття наукового ступеня доктора психологічних наук   | «Собственная единица времени в психике индивида»    | 1992 рік    |

У докторській дисертації поставив на меті виміряти одиницю психологічного часу індивідів, описавши її відносно об'єктивної часової одиниці. Захистив роботу 23 жовтня 1992 року у Київському університеті, маючи серед опонентів професорів В. П. Зінченка, Г. С. Середу та С. Д. Максименка.
В подальшому за керівництва Б. Й. Цуканова його учні у 1990—2010 роках захистили дисертації на вчений ступінь кандидата психологічних наук, працюючи у межах проблематики «Психологія часу» об'єднані єдиним науковим інтересом до вивчення різних темпоральних феноменів, серед них В. М. Буганова, Л. Н. Акімова, Н. В. Головіна, О. І. Воронов, І. А. Страцінська, З. О. Кіреєва, В. В. Рибалко, О Д. Литвиненко, Р. Н. Свинаренко, Ю. Б. Цуканова, А. В. Молдованова, Л. Б. Бровер, І. М. Багмет. Дослідження останніх років в рамках наукової школи «Психології часу» продовжують студенти, аспіранти, викладачі (Т. Д. Мостова, А. Ш. Коваль, О. О. Сокержинська, М. С. Ружитцька, М. В. Козлова та інш.) кафедр загальної психології і психології розвитку особистості, яку очолює доктор психологічних наук, професор З. О. Кіреєва, соціальної та прикладної психології, якою керує доктор соціологічних наук, професор В. І. Подшивалкіна, диференціальної та спеціальної психології, яку очолює доктор психологічних наук, професор, Академік української академії наук Т. П. Вісковатова.
Цуканов працював на психологічному відділенні Інституту математики, економіки та механіки ОНУ, читає курси з експериментальної та диференціальної психології, авторський курс «Час у психіці людини»; відродив секцію психології в Одеському будинку вчених.
З 1993 року очолював Науковий центр психології часу, ним же і відкритий.
У 1995 році проводить міжнародну конференцію «Проблеми психології часу», присвячену 100-річчю від дня народження Д. Г. Елькіна.
Брав участь в VII з'їзді психологів СРСР, всесоюзних та міжнародних психологічних конференціях; учасник І та ІІ з'їздів психологів України, двох Костюковських читань; був єдиним учасником від України на І Всесвітньому конгресі з хронобіології (9-13 вересня 2003 р., Саппоро, Японія); Міжнародній науковій конференції «Астрофізика і космологія після Гамова — теорія і спостереження» (9-13 серпня 2004 р.).
У 2002 році в зв'язку з розвитком досліджень в межах «Психології часу» в одеському університеті виокремилась секція диференціальної і експериментальної психології, а в 2003 році рішенням Вченої ради Одеського університету на психологічному відділенні ІМЕМ була створена кафедра диференціальної і експериментальної психології. Професор Цуканов за наказом ректора був призначений на посаду завідувача кафедрою з вересня 2003 року, яку очолював до своєї смерті у 2007 році.

### Досягнення
Займаючись експериментальними дослідженнями в області психології часу, Борис Йосипович визначив власну одиницю часу в структурі психіки індивіда і описав сукупність реальних часових властивостей психіки особистості; охарактеризував психогенетичний закон репродукції індивідів у типологічних групах, виділивши «особливий» тип темпераменту; відкрив закон ходу індивідуального годинника і побудував циклоїдну модель пережитого людиною часу.
На основі своїх наукових досліджень Борис Йосипович розробив метод визначення групи інфарктного ризику, прогнозу моменту серцевого нападу та психотерапевтичного супроводу кардіологічних хворих у процесі їх видужування, а також запропонував ефективні розробки в області психопрофілактики, які лягли в основу муніципальної програми перетворення Одеси на антиінфарктну зону, багато положень з якої були реалізовані. Авторські технології Б. І. Цуканова в області кардіопсіхотерапії, розроблені в Науковому центрі психології часу, були схвалені кардіологами України, зокрема, вченою радою Київського інституту кардіології імені М.Стражеско; всебічний інтерес вони викликали і в Росії.
Розвиваючи ідеї В. І. Вернадського, Б. І. Цуканов у своїх останніх дослідженнях показав, що жива речовина на Землі існує як «Глобальний біологічний годинник», а еволюція живих систем і поява Homo sapiens повністю узгоджені з законом їх ходу. Результати цих досліджень були представлені в доповідях на міжнародних конгресах.

## Основні наукові праці
- Цуканов Б. И. Фактор времени и природа темперамента // Вопросы психологии. — 1988. — № 4. — С.129-136.
- Цуканов Б. И. Фактор времени и проблема сердечно-сосудистых заболеваний // Психологический журнал. — 1989. — Т.10. — № 1. — С.83-88.
- Time Factor and the Problem of Cardiovascular Diseases // The Soviet Journal of Psychology. — 1989. — № 1. — Р. 53-59
- Цуканов Б. И. Собственная единица времени в психике индивида. Автореферат диссертации на соискание ученой степени доктора психологических наук. — Киев: Киевский ун-т им. Т. Г. Шевченка. — 22 октября 1992. — 42 с.
- Цуканов Б. Й. Диференційна психологія (конспект лекцій). — Одеса: Астропринт, 1999. — 68 с.
- Цуканов Б. Й. Комп'ютерний практикум з експериментальної психології. — Одеса: Астропринт, 1999. — Ч.1. — 32 с.
- Цуканов Б. И. Время в психике человека: Монография. — Одесса: Астропринт, 2000. — 220 c.
- Цуканов Б. Й. Масштаб времени жизни в истории Земли // Геологія. — № 2. — 2002.
- Цуканов Б. Й. Еволюційне відлуння індивідуальних відмінностей // Психологія і суспільство. — Тернопіль, 2002. — № 2. — С.126-148.
- Global biological clock of eolution // 1st World Congress of Chronology/ September 9-12, 2003, Sapporo, Japan (доповідь «Глобальний біологічний годинник еволюції»)
- «Час життя і час Всесвіту, або коли прогримів Big Bang?» (стаття у журналі «Науковий світ» № 2, 2005).

Має численні наукові та науково-методичні публікації (більше 80) у різних виданнях, зокрема, журналах «Вопросы психологии» (1985, 1988, 1989), «Психологический журнал» (1989, 1991), «Природа» (1989), «Дефектология» (1990), «Наука и жизнь» (1992), «Прикладная психология и психоанализ» (1997, 1999), «Правова держава», «Геологічний журнал» НАН України.